# Füxa
I Füxa sono un gruppo musicale statunitense.

## Storia del gruppo
I Füxa prendono il nome dal colore fucsia e sono stati fondati a Detroit nel 1993 da Randall Nieman (ex Windy & Carl) e Ryan Anderson (ex Asha Vida e successivamente nei Delta Waves). I membri della band hanno anche incluso Tom Meade, Mark Refoy, Jonny Mattock e Stefan Persson. La band ha raggiunto lo status di culto grazie alle sue registrazioni divise con artisti come Azusa Plane, The Telescopes, Martin Rev, Dean & Britta e gli Stereolab.

## Discografia parziale
- 1996 – Very Well Organized
- 1998 – Accretion
- 1998 – Inflight Audio
- 2000 – Füxa 2000
- 2001 – Füxa Versus Ectogram (con gli Ectogram)
- 2001 – The Modified Mechanics ff This Device
- 2002 – Supercharged
- 2007 – ...Unexplained Transmissions
- 2012 – Electric Sound of Summer
- 2013 – Frequencies for Physical, Mental and Spiritual Healing
- 2013 – Dirty D
- 2014 – Dirty Frequencies
- 2015 –  Apollo Soyuz (con Neil Mackay)